# Intercosmos
Intercosmos, em russo Интеркосмос (Interkosmos), foi o programa espacial criado pela ex-União Soviética na década de 70 do Século XX, para integrar militares das forças aéreas nacionais de países aliados do Pacto de Varsóvia e de nações amigas ao seu programa espacial.
Criado no intuito de cultivar uma política de boa vizinhança com os países socialistas e demais países de política externa não-beligerante à URSS, o Intercosmos enviou ao espaço algumas sondas não-tripuladas, mas teve como ponto alto a formação de doze cosmonautas que foram ao espaço nas missões Soyuz, junto com cosmonautas soviéticos, entre 1978 e 1988.
São eles:
| Ano  | Cosmonauta                | País | Missão     |
| ---- | ------------------------- | ---- | ---------- |
| 1978 | Vladimir Remek            |      | Soyuz 28   |
| 1978 | Miroslaw Hermaszewski     |      | Soyuz 30   |
| 1978 | Sigmund Jahn              |      | Soyuz 31   |
| 1979 | Georgi Ivanov             |      | Soyuz 31   |
| 1980 | Bertalan Farkas           |      | Soyuz 36   |
| 1980 | Pham Tuan                 |      | Soyuz 37   |
| 1980 | Arnaldo Tamayo Méndez     |      | Soyuz 38   |
| 1981 | Zhugderdemidiyn Gurragcha |      | Soyuz 39   |
| 1981 | Dumitru Prunariu          |      | Soyuz 40   |
| 1982 | Jean-Loup Chrétien        |      | Soyuz T-6  |
| 1984 | Rakesh Sharma             |      | Soyuz T-11 |
| 1987 | Mohammed Faris            |      | Soyuz TM-3 |
| 1988 | Aleksandr Aleksandrov     |      | Soyuz TM-5 |
| 1988 | Abdul Ahad Mohmand        |      | Soyuz TM-6 |

## Satélites científicos
Lista com os satélites que foram lançados durante o programa interkosmos:
| Date de lançamento      | Satélite                        | País participante                  | Tipo de satélite              | Missão                                                            | Resultado |
| ----------------------- | ------------------------------- | ---------------------------------- | ----------------------------- | ----------------------------------------------------------------- | --------- |
| 14 de outubro de 1969   | Interkosmos 1                   | Tchecoslováquia, Alemanha Oriental | DS-U3                         | Estudo das emissões solares                                       |           |
| 25 de dezembro de 1969  | Interkosmos 2                   |                                    | DS-U1-IK                      |                                                                   |           |
| 7 de agosto de 1970     | Interkosmos 3                   |                                    | DS-U2-IK                      |                                                                   |           |
| 14 de outubro de 1970   | Interkosmos 4                   |                                    | DS-U3-IK                      |                                                                   |           |
| 2 de dezembro de 1971   | Interkosmos 5                   |                                    | DS-U2-IK                      |                                                                   |           |
| 7 de abril de 1972      | Interkosmos 6                   |                                    | Energiya plataforma do Zenit) |                                                                   |           |
| 30 de junho de 1972     | Interkosmos 7                   |                                    | DS-U3-IK                      |                                                                   |           |
| 30 de novembro de 1972  | Interkosmos 8                   |                                    | DS-U1-IK                      |                                                                   |           |
| 19 de abril de 1973     | Interkosmos 9                   |                                    | DS-U2-IK                      |                                                                   |           |
| 30 de outubro de 1973   | Interkosmos 10                  |                                    | DS-U2-IK                      |                                                                   |           |
| 17 de maio de 1974      | Interkosmos 11                  |                                    | DS-U3-IK                      |                                                                   |           |
| 31 de outubro de 1974   | Interkosmos 12                  |                                    | DS-U2-IK                      |                                                                   |           |
| 27 de março de 1975     | Interkosmos 13                  |                                    | DS-U2-IK                      |                                                                   |           |
| 3 de junho de 1975      | Interkosmos (14)                |                                    | DS-U3-IK                      |                                                                   | Fracassou |
| 11 de dezembro de 1975  | Interkosmos 14                  |                                    | DS-U2-IK                      |                                                                   |           |
| 19 de junho de 1976     | Interkosmos 15                  |                                    | AUOS-Z (550 kg)               | Testes de novos componentes em condições do espaço                |           |
| 27 de julho de 1976     | Interkosmos 16                  |                                    | DS-U3-IK                      |                                                                   |           |
| 24 de setembro de 1977  | Interkosmos 17                  |                                    | AUOS-Z (550 kg)               |                                                                   |           |
| 2 de julho de 1978      | Kosmos 1026                     |                                    | Energiya plataforma do Zenit) |                                                                   | Fracassou |
| 24 de outubro de 1978   | Interkosmos 18                  |                                    | AUOS-Z (1050 kg)              |                                                                   |           |
| 27 de fevereiro de 1979 | Interkosmos 19                  |                                    | AUOS-Z (550 kg)               |                                                                   |           |
| 1 de novembro de 1979   | Interkosmos 20                  |                                    | AUOS-Z                        |                                                                   |           |
| 6 de fevereiro de 1981  | Interkosmos 21                  |                                    | AUOS-Z                        |                                                                   |           |
| 7 de agosto de 1981     | Interkosmos 22 ou Bulgaria 1300 | Bulgária                           | plataforma Meteor (1500 kg)   |                                                                   |           |
| 26 de abril de 1985     | Interkosmos 23                  |                                    | Prognoz                       |                                                                   |           |
| 28 de setembro de 1989  | Interkosmos 24                  | Tchécoslovaquie                    | AUOS-Z (1570 kg)              |                                                                   |           |
| 18 de dezembro de 1991  | Interkosmos 25                  | Tchécoslovaquie                    |                               | Estudo das interações entre o plasma e a ionosfera e magnetosfera |           |